# Liste des comtes et ducs d'Europe
Cette page présente une liste de toutes les listes des comtes et ducs d'Europe.

## Autriche et Allemagne
- Liste des comtes von Abensberg und Traun
- Liste des comtes Andrassy
- Liste des archiducs d'Autriche
- Liste des ducs de Bavière
- Liste des comtes et ducs de Berg
- Liste des comtes de Bismarck-Schönhausen
- Liste des comtes Chotek
- Liste des comtes de Ficquelmont
- Liste des comtes et princes de Fürstenberg
- Liste des comtes et ducs d'Hohenberg
- Liste des comtes et princes d'Hohenzollern
- Liste des comtes et ducs de Juliers
- Liste des comtes Kinski
- Liste des ducs de Mecklembourg
- Liste des comtes palatins du Rhin
- Liste des comtes et ducs de Saxe
- Liste des ducs de Schleswig-Holstein-Gottorp et des ducs de Holstein-Gottorp
- Liste des comtes de Thun et Hohenstein
- Liste des comtes de Weimar-Orlamünde
- Liste des comtes de Wurtemberg
  - Comtes du Saint-Empire
  - Listes des comtes d'Autriche-Hongrie
    - Liste des princes de Hanovre
    - Liste des princes de Liechtenstein

## Belgique
- Liste des ducs de Bouillon
- Liste des ducs de Brabant
- Liste des comtes de Chiny
- Liste des comtes de Ficquelmont
- Liste des comtes de Flandre
- Liste des comtes de Hainaut
- Liste des princes-évêques de Liège
- Liste des comtes de Looz
- Liste des comtes et ducs de Luxembourg
- Liste des comtes de Namur

## Danemark
- Noblesse danoise

## Espagne
- Liste des ducs d'Albe de Tormes
- Liste des comtes d'Aragon
- Liste des comtes de Barcelone
- Liste des ducs de Béjar
- Liste des comtes de Bornos
- Liste des comtes de Fuentes
- Liste des ducs de Medinaceli
- Liste des ducs de Osuna
- Liste des marquis et ducs de Santa Elena
- Liste des ducs de Soria
- Liste des ducs de Villahermosa
  - Liste de titres de noblesse espagnols
  - Liste des Grands d'Espagne
  - Liste des co-princes d'Andorre

## France
- Liste des ducs français subsistants
- Liste des comtes d'Albemarle
- Liste des comtes d'Albon puis dauphins de Viennois
- Liste des comtes d'Albret
- Liste des comtes puis ducs d'Alençon
- Liste des comtes puis ducs d'Alsace
- Liste des comtes et ducs d'Angoulême
- Liste des comtes et ducs d'Anjou
- Liste des ducs d'Aquitaine
- Liste des comtes d'Armagnac
- Liste des comtes d'Artois
- Liste des comtes d'Arques
- Liste des ducs d'Aubigny
- Liste des comtes d'Aumale
- Liste des comtes d'Auvergne
- Liste des ducs d'Auvergne
- Liste des comtes d'Auxerre
- Liste des comtes d'Aval
- Liste des comtes et ducs de Bar
- Liste des comtes de Beaumont d'Autichamp, du Repaire, de Verneuil, d'Auty et de Beynac
- Liste des comtes de Beaumont-le-Roger
- Liste des ducs de Berry
- Liste des comtes de Bigorre
- Liste des comtes de Blois
- Liste des comtes de Bonne
- Liste des comtes de Boulogne
- Liste des comtes et ducs de Bordeaux
- Liste des seigneurs puis ducs de Bourbon
- Liste des comtes palatins de Bourgogne
- Liste des ducs de Bourgogne
- Liste des ducs de Bretagne
- Liste des comtes de Brienne
- Liste des comtes de Briey
- Liste des comtes de Brionne
- Liste des comtes de Castres
- Liste des comtes de Cerdagne
- Liste des comtes de Chalon
- Liste des comtes de Champagne
- Liste des comtes de Charolais
- Liste des comtes et ducs de Chartres
- Liste des comtes et vicomtes de Châteaudun
- Liste des comtes de Clermont-en-Beauvaisis
- Liste des comtes et ducs de Clèves
- Liste des comtes de Coligny
- Liste des ducs de Coligny
- Liste des comtes de Comminges
- Liste des comtes de Corbeil
- Liste des rois puis comtes de Cornouaille
- Liste des comtes de Corse
- Liste des comtes de Créhange
- Liste des comtes de Dammartin
- Liste des comtes de Dol
- Liste des ducs de Doudeauville
- Liste des comtes de Dreux
- Liste des comtes d'Étampes
- Liste des comtes d'Eu
- Liste des comtes d'Évreux
- Liste des comtes de Ferrette
- Liste des comtes de Fezensac
- Liste des comtes de Ficquelmont
- Liste des comtes de Flandre
- Liste des comtes de Foix
- Liste des comtes de Forcalquier
- Liste des comtes de Gaure
- Liste des comtes de Genève
- Liste des vicomtes et comtes de Gévaudan
- Liste des comtes de Gien
- Liste des comtes de Goëlo
- Liste des comtes de Guingamp
- Liste des comtes de Guînes
- Liste des comtes et ducs de Guise
- Liste des ducs de Guyenne
- Liste des seigneurs, puis comtes d'Harcourt
- Liste des comtes d'Hiémois
- Liste des comtes d'Ivry
- Liste des comtes de Joigny
- Liste des comtes de Laon
- Liste des ducs de La Rochefoucauld
- Liste des comtes et ducs de Longueville
- Liste des ducs de Lorges
- Liste des comtes de Lyon et de Forez
- Liste des comtes de Mâcon
- Liste des comtes du Maine
- Liste des comtes de Mantes
- Liste des comtes de la Marche
- Liste des comtes de Marles
- Liste des comtes de Mauny
- Liste des comtes de Mayenne
- Liste des comtes de Meaux
- Liste des comtes de Melgueil
- Liste des comtes de Melun
- Liste des comtes de Meulan
- Liste des comtes de Montbéliard
- Liste des comtes puis ducs de Montesquiou-Fezensac
- Liste des comtes de Montfort-l'Amaury
- Liste des comtes puis ducs de Montpensier
- Liste des comtes de Mortain
- Liste des ducs de Mortemart
- Liste des comtes de Nantes
- Liste des ducs de Nemours
- Liste des comtes de Nevers
- Liste des ducs de Normandie
- Liste des comtes d'Orléans
- Liste des ducs d'Orléans
- Listes des comtes d'Ormesson
- Liste des comtes de Pardiac
- Liste des comtes de Pardieu
- Liste des comtes de Paris
- Liste des comtes de Penthièvre
- Liste des comtes du Perche
- Liste des comtes de Périgord
- Liste des comtes de Poher
- Liste des comtes de Poitiers
- Liste des comtes de Ponthieu
- Liste des comtes de Porcien
- Liste des comtes de Porhoët
- Liste des comtes de Provence
- Liste des comtes de Reims
- Liste des comtes de Rennes
- Liste des comtes puis ducs de Rethel
- Liste des comtes, vicomtes et marquis de Rochechouart
- Liste des comtes de Rodez
- Liste des ducs de Rohan
- Liste des comtes de Roucy
- Liste des comtes de Rouergue
- Liste des comtes de Rougé puis marquis du Plessis-Bellière et de Rougé puis ducs de Caylus
- Liste des comtes de Roussillon
- Liste des comtes de Saint-Pol
- Liste des comtes de Saint-Germain
- Liste des comtes de Salm
- Liste des comtes de Sancerre
- Liste des comtes et ducs de Savoie
- Liste des comtes de Senlis
- Liste des comtes de Soissons
- Liste des comtes de Tancarville
- Liste des seigneurs de Thoury
- Liste des comtes de Tonnerre
- Liste des comtes de Toulouse
- Liste des comtes et ducs de Touraine
- Liste des comtes de Troyes
- Liste des ducs d'Uzès
- Liste des comtes puis ducs de Valentinois
- Liste des comtes et ducs de Valois
- Liste des comtes de Vannes
- Liste des comtes de Vaudémont
- Liste des comtes et ducs de Vendôme
- Liste des comtes de Vermandois
- Liste des comtes de Vertus
- Liste des comtes de Vexin
- Liste des comtes de Vienne
- Liste des comtes de Vintimille
- Liste des comtes de Vintzgau
  - Liste des princes de Monaco

## Grande-Bretagne (puis Royaume-Uni)
Les titres créés dans la pairie d'Écosse avant l'union des Couronnes le 1er mai 1707 qui forma la pairie de Grande-Bretagne et dans la pairie d'Irlande (jusqu'en 1898 créés en tant qu'honorifique non-parlementaire) avant l'acte d'Union du 1er janvier 1801 qui format la pairie du Royaume-Uni figurent dans cette partie ; les titres sans précision sont ceux dans la pairie d'Angleterre.
- Comtes et ducs d'Abercorn (pairie d'Écosse)
- Comte d'Aberdeen (pairie d'Écosse)
- Comte d'Abergavenny (pairie de Grande-Bretagne)
- Comte d'Abingdon
- Comte d'Aboyne (pairie d'Écosse)
- Comte d'Ailesbury (pairie du Royaume-Uni)
- Comte d'Airlie (pairie d'Écosse)
- Comte d'Airth (pairie d'Écosse)
- Comte d'Albemarle
- Comte d'Ancram (puis marquis de Lothian, pairie d'Écosse)
- Comte d'Anglesey
- Comte d'Angus (pairie d'Écosse)
- Comte d'Annandale et Hartfell (pairie d'Écosse)
- Comtes et ducs d'Argyll (pairie d'Écosse)
- Comte d'Arlington
- Comte d'Arran (pairie d'Irlande)
- Comte d'Arran et Cambridge (pairie d'Écosse)
- Comte d'Arundel
- Comte d'Ashburnham (pairie de Grande-Bretagne)
- Comtes et ducs d'Atholl (pairie d'Écosse)
- Comte d'Aylesford (pairie de Grande-Bretagne)
- Comte de Banbury
- Comte Bathurst (pairie de Grande-Bretagne)
- Ducs de Beaufort
- Comtes et ducs de Bedford
- Comte de Berkeley
- Comte de Berkshire
- Duc de Berwick (pairie jacobite)
- Comte de Beverley (pairie de Grande-Bretagne)
- Comte de Bindon
- Comte de Bolingbroke
- Duc de Bolton
- Comte de Bothwell (pairie d'Écosse)
- Comte de Bradford (pairie du Royaume-Uni)
- Comte de Breadalbane et Holland (pairie d'Écosse)
- Comte de Brentford (pairie d'Écosse)
- Comtes et ducs de Bridgwater (titre de duc, pairie de Grande-Bretagne)
- Comtes et marquis de Bristol (pairie de Grande-Bretagne, puis marquis du Royaume-Uni)
- Comte de Buchan (pairie d'Écosse)
- Comtes et ducs de Buccleuch (pairie d'Écosse)
- Comte de Buckingham
- Comte de Buckinghamshire (pairie de Grande-Bretagne)
- Comte de Burford
- Comte de Burlington
- Comtes et marquis de Bute (pairie d'Écosse, puis marquis de Grande-Bretagne)
- Comte Cadogan (pairie de Grande-Bretagne)
- Comte de Caithness (pairie d'Écosse)
- Comte de Callendar (pairie d'Écosse)
- Duc de Cambridge (dernière création, pairie du Royaume-Uni)
- Comtes et marquis Camden (pairie de Grande-Bretagne, puis marquis du Royaume-Uni)
- Comte de Campbell et Cowall (pairie d'Écosse)
- Comte Canning (pairie du Royaume-Uni)
- Comte de Cardigan (puis marquis d'Ailesbury, pairie du Royaume-Uni)
- Comte de Carlisle
- Comte de Carnarvon
- Comte de Carnwath (pairie d'Écosse)
- Comte de Carrick (pairie d'Écosse)
- Comte de Cassilis (pairie d'Écosse)
- Comte Castleton (pairie de Grande-Bretagne)
- Comte de Chatham (pairie de Grande-Bretagne)
- Comte de Chester
- Comte de Chesterfield
- Comte de Chichester (pairie du Royaume-Uni)
- Comtes et marquis de Cholmondeley (titre de marquis, pairie du Royaume-Uni)
- Comte de Clare (pairie d'Irlande)
- Duc de Clarence (dernière création, pairie du Royaume-Uni)
- Comte de Clarendon (pairie de Grande-Bretagne)
- Comte de Cleveland
- Comte Clinton (en) (pairie de Grande-Bretagne)
- Comte Coningsby (pairie de Grande-Bretagne)
- Comte de Conway
- Duc de Cornouailles
- Comte Cornwallis (pairie de Grande-Bretagne)
- Comte de Coventry
- Comte Cowper (pairie de Grande-Bretagne)
- Comte de Craven (pairie du Royaume-Uni)
- Comte de Crawford et de Balcarres (pairie d'Écosse)
- Comte de Cromartie (pairie d'Écosse)
- Comte de Cumberland
- Duc de Cumberland (dernière création, pairie de Grande-Bretagne)
- Comte Curzon de Kedleston (pairie du Royaume-Uni)
- Comte de Dalhousie (pairie d'Écosse)
- Comte de Dalkeith (pairie d'Écosse)
- Comte de Danby
- Comte de Darlington (pairie de Grande-Bretagne)
- Comte de Darnley (pairie d'Écosse)
- Comte de Dartmouth (pairie de Grande-Bretagne)
- Comte De La Warr (pairie de Grande-Bretagne)
- Comte de Deloraine (pairie d'Écosse)
- Comte de Derby
- Comte de Denbigh et Desmond (comte de Desmond, pairie d'Irlande)
- Comte de Devon
- Comtes et ducs de Devonshire
- Comte Digby (pairie de Grande-Bretagne)
- Comte de Dirletoun (pairie d'Écosse)
- Comte de Doncaster
- Comte de Derwentwater (pairie jacobite)
- Comte de Dorchester (pairie de Grande-Bretagne)
- Duc de Dorset (pairie de Grande-Bretagne)
- Comte de Douglas (pairie d'Écosse)
- Comte de Drumlanrig et Sanquhar (pairie d'Écosse)
- Comte de Dumbarton (pairie d'Écosse)
- Comte de Dumfries (pairie d'Écosse)
- Comte de Dundee (pairie d'Écosse)
- Comte de Dundonald (pairie d'Écosse)
- Comte de Dunfermline (pairie d'Écosse)
- Comte de Dunbar (pairie d'Écosse)
- Comte de Dunmore (pairie d'Écosse)
- Comte de Dysart (pairie d'Écosse)
- Comte d'Effingham (pairie de Grande-Bretagne)
- Comte Egerton de Tatton (pairie du Royaume-Uni)
- Comte d'Eglinton (pairie d'Écosse)
- Comte d'Egremont (pairie de Grande-Bretagne)
- Comte d'Elgin (pairie d'Écosse)
- Comte d'Eltham (pairie de Grande-Bretagne)
- Comte d'Enzie (pairie d'Écosse)
- Comte d'Erroll (pairie d'Écosse)
- Comte d'Essex
- Comte d'Est-Anglie (pairie anglo-saxonne)
- Comtes et marquis d'Exeter (titre de marquis, pairie du Royaume-Uni)
- Duc d'Exeter
- Comte de Falmouth (pairie du Royaume-Uni)
- Comtesse de Fareham (à vie)
- Comte Fauconberg (en)
- Comte Ferrers (pairie de Grande-Bretagne)
- Comte de Feversham (pairie du Royaume-Uni)
- Comte de Fife (pairie d'Écosse)
- Comte de Findlater (pairie d'Écosse)
- Comte FitzWalter (pairie de Grande-Bretagne)
- Comte Fitzwilliam (pairie de Grande-Bretagne)
- Comte Fortescue (pairie de Grande-Bretagne)
- Comte de Gainsborough (pairie du Royaume-Uni)
- Comte de Galloway (pairie d'Écosse)
- Comte de Gifford (pairie d'Écosse)
- Comte de Glamorgan
- Comte de Glasgow (pairie d'Écosse)
- Comte de Glencairn (pairie d'Écosse)
- Comte de Gloucester
- Duc de Gloucester (dernière création, pairie du Royaume-Uni)
- Comte de Godolphin
- Comte Gower (pairie de Grande-Bretagne)
- Comte de Gowrie (pairie d'Écosse)
- Duc de Grafton
- Comte Graham de Belford (pairie de Grande-Bretagne)
- Comte de Grantham
- Comte Granville (pairie de Grande-Bretagne)
- Comte de Greenwich (pairie d'Écosse)
- Comte Grey (pairie de Grande-Bretagne)
- Comte Grosvenor (pairie de Grande-Bretagne)
- Comte de Guilford (pairie de Grande-Bretagne)
- Comte d'Haddington (pairie d'Écosse)
- Comte d'Halifax (pairie du Royaume-Uni)
- Comte d'Harborough (pairie de Grande-Bretagne)
- Comte Harcourt (pairie de Grande-Bretagne)
- Comte d'Hardwicke (pairie de Grande-Bretagne)
- Comte d'Harold
- Comte d'Harrington (pairie de Grande-Bretagne)
- Comte d'Hartfell (pairie d'Écosse)
- Comte d'Hereford
- Duc d'Hereford
- Comte d'Hertford (pairie de Grande-Bretagne)
- Comte d'Hillsborough (pairie de Grande-Bretagne)
- Comte d'Holland (en)
- Comte d'Holderness (en)
- Comte d'Home (pairie d'Écosse)
- Comte d'Hopetoun (pairie d'Écosse)
- Comte Howe (pairie du Royaume-Uni)
- Comte d'Huntingdon
- Comte d'Huntly (pairie d'Écosse)
- Comte d'Hyndford (pairie d'Écosse)
- Comte d'Ilay (pairie d'Écosse)
- Comte d'Ilchester (pairie de Grande-Bretagne)
- Duc d'Irlande (à vie)
- Comte d'Irvine (pairie d'Écosse)
- Comte de Jersey
- Comte de Kellie (pairie d'Écosse)
- Comte de Kelso (pairie d'Écosse)
- Comtes et ducs de Kendal (dernière création, pairie de Grande-Bretagne)
- Comte de Kennington (pairie de Grande-Bretagne)
- Comte de Kent
- Duc de Kent (dernière création, pairie du Royaume-Uni)
- Comte Ker (pairie de Grande-Bretagne)
- Comte de Kerry (pairie d'Irlande ; marquis de Lansdowne, pairie du Royaume-Uni)
- Comte de Kilmarnock (pairie d'Écosse)
- Comte de Kincardine (pairie d'Écosse)
- Duc de Kingston (pairie de Grande-Bretagne)
- Comte de Kinnoull (pairie d'Écosse)
- Comte de Kintore (pairie d'Écosse)
- Comte de Lanark (pairie d'Écosse)
- Comtes et ducs de Lancastre (voir aussi : duché de Lancastre)
- Comte de Lauderdale (pairie d'Écosse)
- Duc de Leeds
- Comte de Leicester (pairie du Royaume-Uni)
- Duc de Leinster (pairie d'Irlande)
- Comte de Lennox (pairie d'Écosse)
- Comte de Leven (pairie d'Écosse)
- Comte de Leslie (pairie d'Écosse)
- Comte de Lichfield (pairie du Royaume-Uni)
- Comte Ligonier (pairie de Grande-Bretagne)
- Comte de Lincoln
- Comte de Lindsay (pairie d'Écosse)
- Comte de Lindsey
- Comte de Linlithgow (pairie d'Écosse)
- Comte de Liverpool (dernière création, pairie du Royaume-Uni)
- Comte Lloyd-George de Dwyfor (it) (pairie du Royaume-Uni)
- Comte de Lonsdale (pairie de Grande-Bretagne)
- Comte de Lothian (pairie d'Écosse)
- Comte de Loudoun (pairie d'Écosse)
- Comte de Lucan (pairie d'Irlande)
- Comte de Macclesfield (pairie de Grande-Bretagne)
- Comte de Malmesbury (pairie de Grande-Bretagne)
- Comte de Malton (pairie de Grande-Bretagne)
- Comtes et ducs de Manchester (titre de duc, pairie de Grande-Bretagne)
- Comte de Mansfield (pairie de Grande-Bretagne)
- Comte de Mar (pairie d'Écosse, ligne des comtes de Mar et des comtes de Mar et Kellie)
- Comte de March (aussi pairie d'Écosse cr. 1697)
- Comte de Marchmont (pairie d'Écosse)
- Comtes et ducs de Marlborough
- Comte de Melfort (pairie d'Écosse)
- Comte de Melville (pairie d'Écosse)
- Comte de Menteith (pairie d'Écosse)
- Comte de Mercie (pairie anglo-saxonne)
- Comte de Middlesex
- Comte de Middleton (pairie d'Écosse)
- Comte de Monmouth
- Comtes et ducs de Montagu
- Comte de Montgomery
- Comtes et ducs de Montrose (pairie d'Écosse)
- Comte de Moray (pairie d'Écosse)
- Comte de Morton (pairie d'Écosse)
- Comte de Mount Edgcumbe (pairie de Grande-Bretagne)
- Comte de Mulgrave (pairie du Royaume-Uni, puis marquis de Normanby)
- Comte de Newburgh (pairie d'Écosse)
- Comtes et ducs de Newcastle
- Comte de Newport
- Comte de Nithsdale (pairie d'Écosse)
- Comte de Norfolk
- Duc de Norfolk
- Comte de Northampton
- Comte de Northesk (pairie d'Écosse)
- Comte de Northington (pairie de Grande-Bretagne)
- Comtes et ducs de Northumberland
- Comte de Norwich
- Comte de Nottingham
- Comte d'Ogle
- Comte d'Onslow (pairie de Grande-Bretagne)
- Comte d'Ormonde (pairie d'Écosse)
- Comte d'Orford
- Comte d'Orkney (pairie d'Écosse)
- Comte d'Oxford
- Comte d'Oxford et Mortimer (pairie de Grande-Bretagne)
- Comte d'Oxford et Asquith (pairie du Royaume-Uni)
- Comte de Panmure (pairie d'Écosse)
- Comte Peel (pairie du Royaume-Uni)
- Comte de Pembroke
- Comte Percy (pairie de Grande-Bretagne)
- Comte de Perth (pairie d'Écosse)
- Comte de Peterborough
- Comte de Plymouth
- Comte de Pomfret (pairie de Grande-Bretagne)
- Comte de Portsmouth (pairie de Grande-Bretagne)
- Comtes et ducs de Portland
- Comte de Portmore (pairie d'Écosse)
- Comte Poulett (en)
- Comte de Powis (pairie du Royaume-Uni)
- Comte de Queensberry (pairie d'Écosse)
- Comte de Radnor
- Comte de Richmond
- Duc de Richmond (aussi duc d'Aubigny dans la pairie de France)
- Comte Rivers
- Comte de Rochester
- Comte de Rochford (nl)
- Comtes et marquis de Rockingham (pairie de Grande-Bretagne)
- Comte de Romney (pairie du Royaume-Uni)
- Comte de Rosebery (pairie d'Écosse)
- Comte de Ross (pairie d'Écosse)
- Comte de Rothes (pairie d'Écosse)
- Duc de Rothesay
- Comtes et ducs de Roxburghe (pairie d'Écosse)
- Comte de Ruglen (pairie d'Écosse)
- Comte Russell (pairie du Royaume-Uni)
- Comtes et ducs de Rutland
- Comte de Saint-Albans
- Duc de Saint-Albans
- Comte de Saint-Vincent (pairie de Grande-Bretagne)
- Comte de Salisbury (titre de marquis, pairie de Grande-Bretagne)
- Comte de Sandwich
- Comte de Scarbrough
- Comte de Scarsdale
- Comte de Seafield (pairie d'Écosse)
- Comte de Seaforth (pairie d'Écosse)
- Comte de Selkirk (pairie d'Écosse)
- Comte de Shaftesbury
- Comtesse de Sheppey (à vie)
- Comte de Shrewsbury
- Comte de Solway (pairie d'Écosse)
- Comtes et ducs de Somerset
- Comte de Southampton
- Comte de Southesk (pairie d'Écosse)
- Comte Spencer (pairie de Grande-Bretagne)
- Comte de Stair (pairie d'Écosse)
- Comte de Stamford
- Comte Stanhope (pairie de Grande-Bretagne)
- Comte de Stafford
- Comte de Strafford
- Comte de Stratherne (pairie d'Écosse)
- Comte de Strathmore et Kinghorne (pairie d'Écosse)
- Comte de Strathtay et Strathardle (pairie d'Écosse)
- Comte de Stirling (pairie d'Écosse)
- Comte Strange (pairie de Grande-Bretagne)
- Comtes et ducs de Suffolk
- Comte de Sunderland
- Comtes et ducs de Surrey
- Comte de Sussex
- Duc de Sussex (dernière création, pairie du Royaume-Uni)
- Comte de Sutherland (pairie d'Écosse)
- Duc de Sutherland (pairie du Royaume-Uni)
- Comte Talbot (pairie de Grande-Bretagne)
- Comte de Tankerville
- Comte de Tarras (pairie d'Écosse)
- Comte Temple (pairie de Grande-Bretagne)
- Comte de Teviot (pairie d'Écosse)
- Comte de Thanet
- Comte de Tinmouth (pairie jacobite)
- Comte de Torrington
- Comte de Totnes
- Comte de Traquair (pairie d'Écosse)
- Comte et marquis de Tullinardine (pairie d'Écosse)
- Comte et marquis de Tweeddale (pairie d'Écosse)
- Comte d'Ulster (dernière création, pairie du Royaume-Uni)
- Comte d'Uxbridge (pairie de Grande-Bretagne)
- Comtesse de Walsingham (à vie)
- Comte Waldegrave (pairie de Grande-Bretagne)
- Comte de Warrington (dernière création, pairie de Grande-Bretagne)
- Comte de Warwick
- Duc de Wellington
- Comte de Wemyss (pairie d'Écosse)
- Comte de Wessex
- Duc de Westminster
- Comte de Westmorland
- Comte de Wharton (titre de marquis, pairie de Grande-Bretagne)
- Comte de Wigtown (pairie d'Écosse)
- Comte de Wilmington (pairie de Grande-Bretagne)
- Comte de Wiltshire
- Comte de Winchester
- Comte de Winchilsea
- Comte de Windsor (pairie de Grande-Bretagne)
- Duc de Windsor (pairie du Royaume-Uni)
- Comte de Winton (pairie d'Écosse)
- Comte de Worcester
- Comte d'Yarmouth (dernière création, pairie de Grande-Bretagne)
- Comte d'York
- Duc d'York (dernière création, pairie du Royaume-Uni)

## Hongrie
- Noblesse hongroise

## Italie et Vatican
- Liste des comtes d'Aversa
- Liste des ducs de Ferrare
- Liste des ducs de Mantoue
- Liste des ducs de Milan
- Liste des ducs de Modène
- Liste des comtes d'Orcia (francisé en Orcha)
- Liste des ducs de Parme
- Liste des comtes et ducs de Savoie
  - Noblesse pontificale
  - Noblesse du royaume d'Italie

## Luxembourg
- Liste des comtes et ducs de Luxembourg
- Liste des grands-ducs de Luxembourg

## Malte
- Liste des comtes et marquis de Malte

## Pays-Bas
- Liste des comtes de Hollande
- Liste des comtes de Zélande

## Pologne
- Liste des familles nobles de Pologne

## Portugal
- Liste des ducs de Abrantes
- Liste des ducs de Albuquerque
- Liste des ducs de Aveiro
- Liste des ducs de Ávila et Bolama
- Liste des ducs de Barcelos
- Liste des ducs de Beja
- Liste des ducs de Bragance
- Liste des ducs de Cadaval
- Liste des ducs de Caminha
- Liste des ducs de Coimbra
- Liste des ducs de Faial
- Liste des ducs de Ficalho
- Liste des ducs de Guarda et Trancoso
- Liste des ducs de Guimarães
- Liste des ducs de Lafões
- Liste des ducs de Linhares
- Liste des ducs de Loulé
- Liste des ducs de Miranda do Corvo
- Liste des ducs de Palmela
- Liste des ducs de Porto
- Liste des ducs de Saldanha
- Liste des ducs de Tancos
- Liste des ducs de Terceira
- Liste des ducs de Torres Novas
- Liste des ducs de Vila Real
- Liste des ducs de Viseu
- Liste des ducs de Vitória
- Liste des comtes de Portugal (des IXe et Xe siècles)

## Suède
- Liste des familles nobles suédoises (en)